# 프롬소프트웨어
주식회사 프롬소프트웨어는 일본의 비디오 게임 개발사 및 배급사이다. 1986년 11월 1일 진 나오토시가 사업 소프트웨어 개발사로서 설립했다. 1994년에 회사 첫 번째 비디오 게임 《킹스 필드》를 출시했으며 이후 전면 비디오 게임 개발사로 전환했다.
2000년대까지 《아머드 코어》, 《섀도 타워》, 《오토기》와 《로스트 킹덤즈》같은 게임들을 개발했다. 2010년대 경 《데몬즈 소울(2009)》과 《다크 소울(2011)》을 계기로 석권해 큰 유명세를 끌었다. 이후 《블러드본(2015)》, 《세키로: 섀도즈 다이 트와이스(2019)》와 《엘든 링(2022)》를 개발했다.

## 개요
1986년 11월 창업, 처음에는 대형 컴퓨터 운용을 위한 비즈니스 소프트웨어를 개발하는 업체였으며 돼지 사료 관리와 같은 농업 관련 소프트웨어를 개발하고 있었다. 회사의 이름의 유래는 회사 대표인 진 나오토시가 코볼의 메뉴얼을 뒤적이고 있는데, From이라는 글자가 눈에 띄어 프롬 소프트웨어로 정해졌다. 소프트웨어 관련 회사로 시작한 이후로, 게임업계에서 이례적으로 지금도 정장을 입고 작업을 하는 직원들을 볼 수 있다.
게임사업 진출을 목표로 개발과 연구를 실시. 1990년대 초반에 PC용 3D게임 소프트웨어를 제작했지만 미완성으로 끝났다. 그 경험과 성과를 바탕으로 1994년 플레이스테이션용 게임 소프트의 제작을 시도하고, 같은해 12월 데뷔작이 되는 3D 실시간 RPG 킹스필드를 발매, 이후 다방면의 비디오 게임기용 소프트웨어를 발매했다.
국내 출시작으로는 아머드 코어 시리즈가 유명하며, 몇몇 작품은 한글화가 되어 출시되기도 하였다. YBM시사에서 플레이스테이션2의 소프트웨어로 수입발매된 아머드 코어 시리즈 일부를 한글화로 유통하였으며, PC용으로는 인트라링스에서 다크소울을 한글화로 출시하였다.
아머드 코어는 메카닉적인 특징 때문에도 마니아가 많다. 고토부키야에서는 프라모델을 제작 판매하고 있으며, 국내에서도 팬이 많은 마크로스 시리즈의 메카닉 디자인을 담당한 카와모리 쇼지와 야나세 타카유키의 이름으로 한층 더 유명해졌다.

## 개발한 게임 목록

### 자사 개발
- 킹스 필드 시리즈
- 아머드 코어 시리즈
- 에코 나이트 시리즈
- 스프리건 루나 버스
- 이터널 링
- 에버 그레이스 시리즈
- 쉐도우 타워 시리즈
- 오토기 시리즈
- 메탈 울프 카오스
- RUNE 시리즈
- 인챈트 암
- 요시츠네 영웅전
- 구원
- 무라쿠모
- 크리크 리믹스
- 닌자 블레이드
- 다크 소울 시리즈
- 이누가미의 일족
- 팔묘촌
- 빅쿠리맨 대사전
- 세키로: 섀도즈 다이 트와이스

### 타사개발 및 합작
- 천주 시리즈 (개발, 매입 등)
- 블러드본: 소니 컴퓨터 엔터테인먼트 재팬 스튜디오

### 외주작업
- Another Century's Episode 시리즈 (발매: 반프레스토/반다이 남코 게임즈)
- 몬헌 일기 따끈따끈 아이루 마을 (발매: 캡콤)

### 외부 퍼블리싱
- 크롬하운즈 (발매: 세가)
- 데몬즈 소울 (발매: 소니 컴퓨터 엔터테인먼트)
- 중철기 (발매: 캡콤)
- 기동전사 건담 UC (발매: 반다이 남코 게임즈)

### 유통
- 니가 믿는길을 가라 (개발: 실리콘 스튜디오)
- 3D 도트 게임 히어로즈 (개발: 실리콘 스튜디오)

## 같이 보기
- 세가
- 캡콤
- 반다이 남코 게임즈
- YBM시사
- 인트라링스

### 내용주
1. ↑  일본어: 株式会社フロム・ソフトウェア, 영어: FromSoftware, Inc.